# Роторни багери у Рударском басену „Колубара”
Рударски басен „Колубара“ је рудник угља и топионичарски басен који се налази у околини Лазаревца. Захвата површину од око 600 квадратних километара. По величини је други у Србији, док се испред њега налази Косовски угљани басен. У РБ „Колубара” угаљ се експлоатише на четири површинска копа: Поље „Е”, Поље „Радљево”, „Тамнава-Западно поље” и Поље „Г”. На површинским коповима РБ „Колубара” за откопавање се користе роторни багери. Роторни багери који раде на откопавању угља и откривке су веома моћне и масивне машине, просечне висине око 35 m и тежине између 1.500 и 2.000 тона.

### Роторни багери
Роторни багер представља самоходну машину континуираног дејства намењену за откопавање јаловине и корисне супстанце на површинским коповима. Класификација роторних багера може се вршити по бројним и веома разноврсним конструкционим и технолошким обележјима. Сходно захтевима корисника, а у циљу задовољавања специфичних услова радне средине роторни багери се могу делити по намени, теоретском капацитету, специфичној сили копања, начину откопавања блока, начину усецања у блок, транспортног уређаја, типу роторне стреле...

### Роторни багери по типу у РБ „Колубара“

#### Новитети
Рударски басен "Колубара" поновио се једним од најмодернијих и највећих багера у Европи. Дана 21. 12. 2016. године у РБ „Колубара“ на површинском копу „ Поље Б/Ц“ пуштен је у рад нови роторни багер SchRs1400/3×28 – BWE6600. Багер је висок 40 m и тешког више од 3.000 тона.

#### Роторних багера типаSrs 1200
У рударском басену „Колубара“ у употреби су два багера типа Srs 1200.
1. Srs 1200 x 22/2 ( 630kW ) + VR
2. Srs 1200 x 24/4 ( 400kW ) + VR

```
Њихове најзначајније разлике представљене су у упоредној табли:
```

| Карактеристике                                                  | Srs 1200 x 22/2 ( 630kW ) | Srs 1200 x 24/4 ( 400kW ) |
| --------------------------------------------------------------- | ------------------------- | ------------------------- |
| Радба маса [t]                                                  | 1423                      | 1528                      |
| Висина копања [m]                                               | 22                        | 24                        |
| Висина копања изузетно [m]                                      | 24                        | 26                        |
| Дубина копања [m]                                               | 2                         | 4                         |
| Снага редуктора за погон радног точка [kW]                      | 630                       | 400                       |
| Максимална висина дизања средине радног точка изнад планума [m] | 20,5                      | 22                        |
| Специфична резна сила [N/cm]                                    | 1100                      | 600                       |
| Истуреност пријемне стране [m]                                  | 30,5                      | 36,5                      |

У употреби у РБ „Колубара“ налази се и ревитализован роторни багер типа SRs 1200 x 24/4 ( 400kW ) + VR, који је након извршене ревитализације и модификације 2002. године добио ознаку SRs 1201 x 22/2 ( 63kW ) + VR. Kључна модификација је у односу на основни тип, осим у конструкцији, је у повећању снага погона на радном рочку са 400 kW на 630kW, што је резултовало повећањем теоретског капацитета са 3465m² на 4100m² откопаног материјала.

#### Роторних багера типаSrs 1300
Подаци о багеру типа Srs 1300 у Рударском басену „Колубара“
| Теоријски капацитет            | 4500m³/h |
| Дужина целокупне справе        | 135m     |
| Висина целокупне справе        | 32m      |
| Ширина целокупне справе        | 22m      |
| Висина копања                  | 26m      |
| Дубина копања                  | 5m       |
| Висина доње ивице радног точка | 20m      |

Вредност за висину копања, дубину копања и висину доње ивице радног точка важе за хотизонтални платинум.

#### Роторних багера типаSrs 2000
Подаци о багеру типа Srs 2000 у Рударском басену „Колубара“
| Теоријски капацитет            | 6600m³/h |
| Дужина целокупне справе        | 161m     |
| Висина целокупне справе        | 40m      |
| Ширина целокупне справе        | 35m      |
| Висина копања                  | 32m      |
| Дубина копања                  | 5m       |
| Висина доње ивице радног точка | 24m      |

#### Роторних багера типаSchRs 630
Подаци о багеру типа SchRs 630 у Рударском басену „Колубара“
| Теоријски капацитет                                                                     | 4100m³/h        |
| Истоваривање стреле ротора у хоризонталном положају од средине ротора до средине багера | 35m             |
| Висина копања                                                                           | 25m             |
| Дубина копања                                                                           | 6m              |
| Висина средине ротора од планума                                                        | -1,0 ÷ + 250, m |

#### Роторних багера типаSchRs 900
Подаци о багеру типа SchRs 900 у Рударском басену „Колубара“
| Теоријски капацитет                             | 4100m³/h      |
| Дужина стреле ротора код хоризонталног положаја | 35m           |
| Дозвољен нагиб при раду                         | 1 : 20 = 5% m |
| Дозвољен нагиб при транспорту                   | 1 : 10 = 10%  |
| Висина копања                                   | 25m           |
| Дубина копања                                   | 6m            |
| Минимални радијус кривине                       | 50m           |